# No Regrets (Hardcore Superstar)
No Regrets è il quarto album degli Hardcore Superstar ed è stato pubblicato nel 2003 per l'etichetta discografica Music for Nations.
Nello stesso anno ne è stata messa in commercio una nuova versione per il mercato giapponese, contenente una traccia bonus, cover degli Who.

## Tracce
1. Wall of Complaint
2. No Regrets
3. Breakout
4. Soul of Sweetness
5. Honey Tongue
6. Still I'm Glad
7. Bring Me Back
8. Pathetic Way of Life
9. It's So True
10. Why Can't You Love Me Like Before
11. The Last Great Day
12. I Can't Change
13. You Know Where We All Belong

### Bonus Track solo in Giappone
1. Who

## Formazione
- Jocke Berg - voce
- Silver Silver - chitarra
- Martin Sandvik - basso
- Magnus Andreasson - batteria